# La carriera di Suzanne
La carriera di Suzanne è un mediometraggio del 1963 scritto e diretto da Éric Rohmer.
È il secondo capitolo del ciclo dei Sei racconti morali (Six contes moraux), una serie di opere del regista francese composta da un cortometraggio, un mediometraggio e quattro lungometraggi. Segue La fornaia di Monceau (1962) e precede La collezionista (1967).

## Trama
Bertrand, studente in medicina, subisce il fascino libertino dell'amico Guillaume. Così, quando questi, con la scusa di una seduta spiritica, approfitta di Suzanne, giovane studentessa lavoratrice incontrata in un bistrot parigino, e se ne sbarazza qualche giorno dopo, non disapprova la sua condotta. In seguito è, anzi, la donna ad essere oggetto della sua indifferenza e del suo disprezzo, anche quando, attraverso ripetuti inviti e tentativi manifesta il proprio interessamento per Bertrand.
Egli non esita neppure a rivolgere a lei i sospetti circa la sparizione di una somma di denaro dalla camera della pensione in cui è alloggiato e in cui la giovane ha trascorso una notte con lui, ancora una volta ignorata. In realtà l'autore del furto è stato Guillaume. Bertrand è attratto da Sophie, donna di fiera bellezza, che si dimostra inaccessibile ai suoi approcci. È il confronto con l'immagine idealizzata di Sophie a rendere mediocre e volgare l'altra.
Solo quando, qualche tempo dopo, la ritrova felicemente sposata con un ex amico di Sophie, si trova costretto a riconsiderare le sue valutazioni sulla giovane Suzanne.

## Produzione
Come La fornaia di Monceau ha lo stesso produttore (Barbet Schroeder) e la stessa limitatezza di mezzi del primo cortometraggio.

## Critica
Questo secondo dei Sei racconti morali presenta una struttura simile al primo (La fornaia di Monceau): un giovane studente in un triangolo completato da una fredda donna ideale cui è andata la sua scelta e da un'altra donna, nel cui mondo reale egli si rifiuta di entrare. A fianco del terzetto, un amico dello studente come deus-ex-machina delle sue scelte.
Ancora una volta l'ambientazione è funzionale alla descrizione dei meccanismi psicologici. Girato per quasi tutta la sua durata in ambienti angusti e oscuri, il film si conclude nel sole di una gita sul fiume, nel momento in cui il corpo di Suzanne si manifesta, disteso sulla barca, nella sua felice pienezza.

## Tecnica cinematografica
(Michele Mancini, Eric Rohmer, pp.44-45)

## Home Video
Il film è stato distribuito in Italia da Dolmen Home Video, in un DVD che comprende anche Nadja à Paris, Charlotte et son steak e La fornaia di Monceau.